# Sicya olivata
Sicya olivata là một loài bướm đêm trong họ Geometridae.